# Marginal Tietê
La Marginal Tietê, ufficialmente SP-15 o Rodovia Professor Simão Faiguenboim, è un'importante autostrada urbana che attraversa la metropoli di San Paolo in Brasile.
Di fatto è un tratto dell'autostrada statale SP-15, inaugurata nel 1957. Si chiama Marginal Tietê in quanto è formata dai viali che costeggiano il Fiume Tietê.
Ha un'estensione di 24,5 km, che collega le aree occidentali e orientali della città.

## Strade e viali
I viali che formano la Marginal sono:
- Av. Marginal Direita do Tietê
- Av. Otaviano Alves de Lima
- Av. Assis Chateaubriand
- Av. Condessa Elizabeth Robiano
- Av. Morvan Dias de Figueiredo
- Av. Embaixador Macedo Soares
- Av. Presidente Castelo Branco